# Wilcom
Wilcom é uma empresa australiana com sede em Sydney, de automatização de bordados. Em 1979, Wilcom introduziu o primeiro sistema de computação gráfica para desenho de bordado e hoje é uma das maiores empresas nesse ramo. 

## Produtos
- Wilcom EmbroideryStudio - (Um produto do CorelDRAW)
- Wilcom DecoStudio - (Um produto do CorelDRAW)
- Wilcom DesignWorkflow
- Wilcom DecoNetwork
- Wilcom AutoTuft
- Wilcom Mira
- Wilcom Truesizer